# Nortia kusuii
Nortia kusuii là một loài bọ cánh cứng trong họ Cerambycidae.